# Zwergschwarzbarsche
Die Zwergschwarzbarsche (Elassoma) sind eine Gattung sehr kleiner nordamerikanischer Süßwasserfische aus der Gruppe der Barschverwandten (Percomorphaceae). Die Gattung steht monotypisch in der Familie Elassomatidae, die aus der Familie der Sonnenbarsche (Centrarchidae) ausgegliedert wurde. Sie leben im Südosten der Vereinigten Staaten von Amerika, inklusive des Stromgebietes des Mississippi. Etymologisch ist Elassoma eine Haplologie für elassosoma „kleinerer Körper“.

## Merkmale
Es sind kleine, je nach Art 33 bis 47 mm lang werdende Fische von schwarzbläulicher oder brauner Färbung. Zwergschwarzbarsche haben fünf Kiemenreusendornen, eine einzige Rückenflosse und eine abgerundete Schwanzflosse, jedoch kein Seitenlinienorgan auf dem Körper. Ihre Schuppen sind cycloid. Die Geschlechter unterscheiden sich auch außerhalb der Fortpflanzungszeit an der Bezahnung der Kiefer. Bei den Männchen ist der gesamte Oberkiefer mit starken Zähnen besetzt, während bei den Weibchen der Oberkiefer nur vorn in der Mitte mit kleineren Zähnen besetzt ist.
- Flossenformel: Dorsale III–V/8–13, Anale III/4–8

Grundlegend unterscheiden sich Zwergschwarzbarsche von Sonnenbarschen durch ihre Kleinwüchsigkeit, ihre durchgehende Rückenflosse und durch ihr Balzverhalten.

## Fortpflanzung
Zwergschwarzbarsche zeigen während der Fortpflanzungszeit einen ausgeprägten Sexualdimorphismus. Während die Männchen ihre dunklen, kontrastbildenden Zeichnungselemente verstärken, bleiben die Weibchen schlicht, in unauffälligen Brauntönen gefärbt. 
Die Männchen sind dann territorial und balzen mit flatternden Bewegungen der Flossen und bewegen den Körper wellenförmig auf und ab. Gelaicht wird schließlich in ein dichtes Pflanzengeflecht, meist 20 bis 30 Zentimeter über dem Gewässerboden. Ein Brutpflege findet nicht statt. Die Fische laichen mehrmals in Abständen von einigen Tagen bis einigen Wochen. Die etwa 60 bis 80 Eier eines Laichaktes werden in einzelnen Portionen von etwa sechs bis zehn Stück abgegeben, die jeweils von einer dicken Gallerthülle umgeben sind. Die einzelnen Eier sind sehr klein und glasklar. Die Jungfische schlüpfen nach zwei bis drei Tagen und hängen zunächst einige Tage mit einem Klebefaden am Kopf an Pflanzen, bevor sie freischwimmend werden.

## Systematik
In den 1980er Jahren und davor wurden die Zwergschwarzbarsche in die Sonnenbarsche (Centrarchidae) gestellt und als Zwergsonnenbarsche bezeichnet oder als eigene Familie, aber als nahe Verwandte der Sonnenbarsche angesehen. Beide Familien wurden traditionell den Barschartigen (Perciformes) zugeordnet und sogar in unterschiedliche Unterordnungen innerhalb der Barschartigen eingeordnet. Neue molekularbiologische Untersuchungen zeigen jedoch, dass Sonnen- und Zwergschwarzbarsche nah miteinander verwandt und Schwestergruppen sind, während sie mit den Echten Barschen (Percidae) nur entfernt verwandt sind. Das Team des Ichthyologen Thomas J. Near und das des Fischsystematikspezialisten Ricardo Betancur-R. ordneten Sonnen- und Zwergschwarzbarsche deshalb der schon im 19. Jahrhundert durch den deutsch-niederländischen Zoologen Max Carl Wilhelm Weber und den niederländischen Biologen Lieven Ferdinand de Beaufort aufgestellten und nach den Sonnenbarschen benannten Ordnung Centrarchiformes zu.

## Arten
Zurzeit sind 7 Arten bekannt:
- Elassoma alabamae Mayden, 1993.

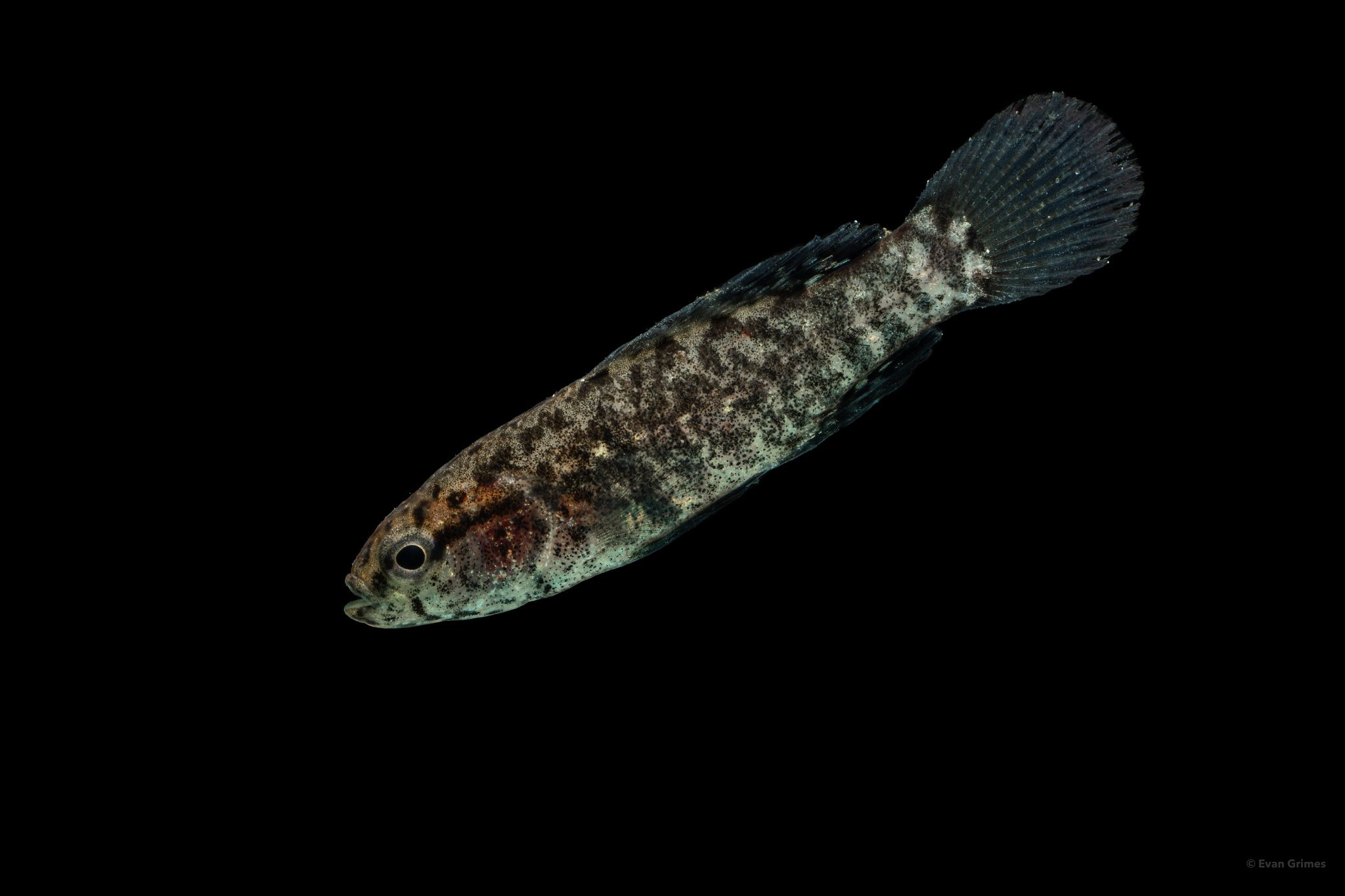
Elassoma zonatum

- Elassoma boehlkei Rohde & Arndt, 1987.
- Zwergschwarzbarsch (Elassoma evergladei) Jordan, 1884.
- Elassoma gilberti Snelson, Krabbenhoft & Quattro, 2009.
- Elassoma okatie Rohde & Arndt, 1987.
- Okefenokee-Zwergschwarzbarsch (Elassoma okefenokee) Böhlke, 1956.
- Elassoma zonatum Jordan, 1877.